# Little Bitty
Little Bitty är en sång skriven och komponerad av Tom T. Hall och inspelad av Alan Jackson. Den släpptes under oktober 1996 som första singel ut från Alan Jacksons femte studioalbum Everything I Love, och toppade tidskriften Billboards countrylista i december det året, och blev hans 14:e etta på den listan.

## Musikvideo
Musikvideon regisserades av Roger Pistole och släpptes den 18 oktober 1996.

## Listplaceringar
| Lista (1996)                            | Topplista |
| --------------------------------------- | --------- |
| Amerikanska Billboard Hot Country Songs | 1         |
| Amerikanska Billboard Hot 100           | 58        |
| Kanadensiska RPM Country Tracks         | 2         |